# Satakentia
Satakentia là một chi thực vật có hoa thuộc họ Arecaceae. 
Chi này có các loài sau:
- Satakentia liukiuensis